# (8810) Johnmcfarland
(8810) Johnmcfarland es un asteroide perteneciente al cinturón de asteroides descubierto por Eleanor Francis Helin y Eugene Shoemaker el 15 de mayo e 1982 desde el observatorio del Monte Palomar, Estados Unidos.

## Designación y nombre
Johnmcfarland fue designado inicialmente como 1982 JM1.
Más tarde, se nombró en honor de John McFarland (n. 1948) quien ha realizado una importante contribución a la promoción de la astronomía en el Observatorio de Armagh. Es muy conocido por sus conocimientos de astronomía y su breve biografía de Kenneth Essex Edgeworth, el astrónomo irlandés que predijo el cinturón de Edgeworth-Kuiper.

## Características orbitales
Johnmcfarland orbita a una distancia media del Sol de 3,046 ua, pudiendo acercarse hasta 2,509 ua y alejarse hasta 3,582 ua. Tiene una excentricidad de 0,176 y una inclinación orbital de 3,526 grados. Emplea en completar una órbita alrededor del Sol 1941,47 días.
Los próximos acercamientos a la órbita de Júpiter ocurrirán el 23 de mayo de 2049, el 13 de noviembre de 2097 y el 20 de marzo de 2107.

## Características físicas
La magnitud absoluta de Johnmcfarland es 13,28. Tiene 11,134 km de diámetro y su albedo se estima en 0,090.